# 志村正浩
志村 正浩（しむら せいこう、1940年3月4日 - 2009年4月26日）は、日本の脚本家・映画監督。岩手県花巻市出身。

## 作品

### 映画
※年のみは製作会社が東映

#### 脚本
- 博奕打ち 流れ者 （1970年）
- 関東テキヤ一家 浅草の代紋 （1971年）
- 木枯し紋次郎 （1972年）
- 賞金首 一瞬八人斬り （1972年） 助監督兼
- 恐怖女子高校 女暴力教室 （1972年）
- 恐怖女子高校 暴行リンチ教室 （1973年）
- 不良姐御伝 猪の鹿お蝶 （1973年）
- 逆襲! 殺人拳 （1974年） 共作
- 徳川女刑罰絵巻 牛裂きの刑 （1976年）
- 影の軍団 服部半蔵 （1980年）
- 仕掛人梅安 （1981年）
- コータローまかりとおる! （1984年）
- カリブ・愛のシンフォニー （1985年）
- 大奥十八景 （1986年）
- ザ・サムライ （1986年）
- 徳川の女帝 大奥 （1988年）
- 文学賞殺人事件 大いなる助走 （1989年）

#### 監督
- 恐怖女子高校 不良悶絶グループ （1973年）
- 恐怖女子高校 アニマル同級生 （1973年）

### テレビ番組
- 賞金稼ぎ （1975年、NETテレビ）
- 駆けろ!八百八町 （1977年、NETテレビ）
- 柳生一族の陰謀 （1978年、関西テレビ）
- 影の軍団シリーズ （関西テレビ）
  - 服部半蔵 影の軍団 （1980年）
  - 影の軍団II （1981年 - 1982年）
  - 影の軍団III （1982年）
  - 影の軍団IV （1985年）
- 柳生あばれ旅シリーズ （テレビ朝日）
  - 柳生あばれ旅 （1980年 - 1981年）
  - 柳生十兵衛あばれ旅 （1982年 - 1983年）
- 御金蔵破り （1981年、フジテレビ）
- 松本清張のかげろう絵図 （1983年、フジテレビ）
- 乾いて候 （1983年 - 1984年、フジテレビ）
- 弐十手物語 （1984年、フジテレビ）
- 徳川風雲録 御三家の野望 （1986年、テレビ東京）
- 大都会25時 （1987年、テレビ朝日）
- 風雲江戸城 怒涛の将軍徳川家光 （1987年、テレビ東京）
- 花の生涯 井伊大老と桜田門 （1988年、テレビ東京）
- ご存知!旗本退屈男 （1988年 - 1994年、テレビ朝日）
- 坂本龍馬 （1989年、TBS）
- 風雲!真田幸村 （1989年、テレビ東京）
- 右門捕物帖 血染めの矢 江戸－長崎 黄金強奪連続殺人に必殺の十手が挑む!  （1989年、テレビ朝日）
- 新吾十番勝負 江戸城(秘)大奥の陰謀!（1990年、テレビ朝日）
- お江戸捕物日記 照姫七変化 （1990年 - 1991年、フジテレビ)
- 柳生武芸帳 （1990年 - 1992年、日本テレビ）
- 四匹の用心棒シリーズ （テレビ朝日）
  - 大逆襲! 四匹の用心棒 （1991年） 原案兼
  - 四匹の用心棒 (4) かかし半兵衛ひとり旅 （1992年） 原案兼
  - 四匹の用心棒 (5) かかし半兵衛無頼旅 （1993年） 原案兼
- 織田信長 （1994年、テレビ東京）
- 殿さま風来坊隠れ旅 （1994年、テレビ朝日）
- 江戸の用心棒 （1994年 - 1996年、日本テレビ）
- 素浪人 花山大吉 （1995年、テレビ朝日）
- 将軍の隠密!影十八 （1996年、テレビ朝日）
- 快刀!夢一座七変化 （1996年 - 1997年、テレビ朝日）
- 痛快!三匹のご隠居 (1999年、テレビ朝日)
- 旗本退屈男 （2001年、フジテレビ）
- 遠山の金さん （2007年、テレビ朝日）